# Alfabet litewski
Alfabet litewski – alfabet oparty na alfabecie łacińskim, służący do zapisu języka litewskiego. Składa się z 32 następujących liter:
| A a | Ą ą | B b | C c | Č č | D d | E e |
| Ę ę | Ė ė | F f | G g | H h | I i | Į į |
| Y y | J j | K k | L l | M m | N n | O o |
| P p | R r | S s | Š š | T t | U u | Ų ų |
| Ū ū | V v | Z z | Ž ž |     |     |     |

W alfabecie litewskim nie ma liter Q, W, oraz X, a Y leży w innym miejscu.